# Микола V (антипапа)
Микола V (антипапа) (світське ім'я — П'єтро Райнальдуччі, італ. Pietro Rainalducci; [1275]] (в деяких документах 1260 чи 1258), Корвара — 16 жовтня 1333, Авіньйон) — з 12 травня 1328 по 25 липня 1330 антипапа під час понтифікату папи Івана XXII. Був останнім антипапою, обраним за підтримки імператора Священної Римської імперії. Його ім'я не слід плутати з папою Миколаєм V (Томазо Парентучеллі), який мав понтифікат з 1447 по 1455 рік.

## Життєпис
Відомо, що П'єтро Райнальдуччі був одружений з Джованною ді Маттео (ді Маттеї) та мав дітей. Після п'яти років шлюбу він залишив родину (1285 або 1310 року) та вступив до ордену францисканців. Був проповідником у церкві Санта Марія в Римі. 
Імператор Священної Римської імперії Людовик IV Баварський у своєму італійському поході дістався Риму і, бувши незадоволеним діяльністю папи Івана XXII, скликав колегію з духовенства та мирян, на якій і було обрано П'єтро Райнальдуччі новим папою 12 травня 1328 року під іменем Микола V. Безпосередньо перед тим  П'єтро рекрутував 9 нових кардиналів у курію, яка його і вибрала. Людовик IV мусив мати папу (а папи були в Авіньйоні), щоб себе коронувати. Потім слідували двадцять призначень єпископів з рядів францисканців та августинців, які були проти папи Івана XXII. Церемонію папського висвячення провів єпископ Венеції. Окрім імператора ці вибори визнала Сицилія. 
У квітні 1329 року папа Іван XXII відлучив Миколу V від церкви. Після коронування Людовика IV і його від'їзду з Риму в 1330 році Микола V так і не знайшов собі прибічників та після кількох місяців постійних переїздів по містах Італії звернувся до папи Івана XXII з листом, в якому просив прощення. Прибувши в Авіньйон, тодішню папську столицю, 25 серпня 1330 року в присутності папи Івана XXII та кардиналів, Микола V відмовився від влади, отримавши від папи поцілунок миру.
Останні свої три роки життя пробув у Авіньйоні, перебуваючи під добровільною епітимією, де й помер та був похований у церкві францисканців.